# Modestas Petrauskas

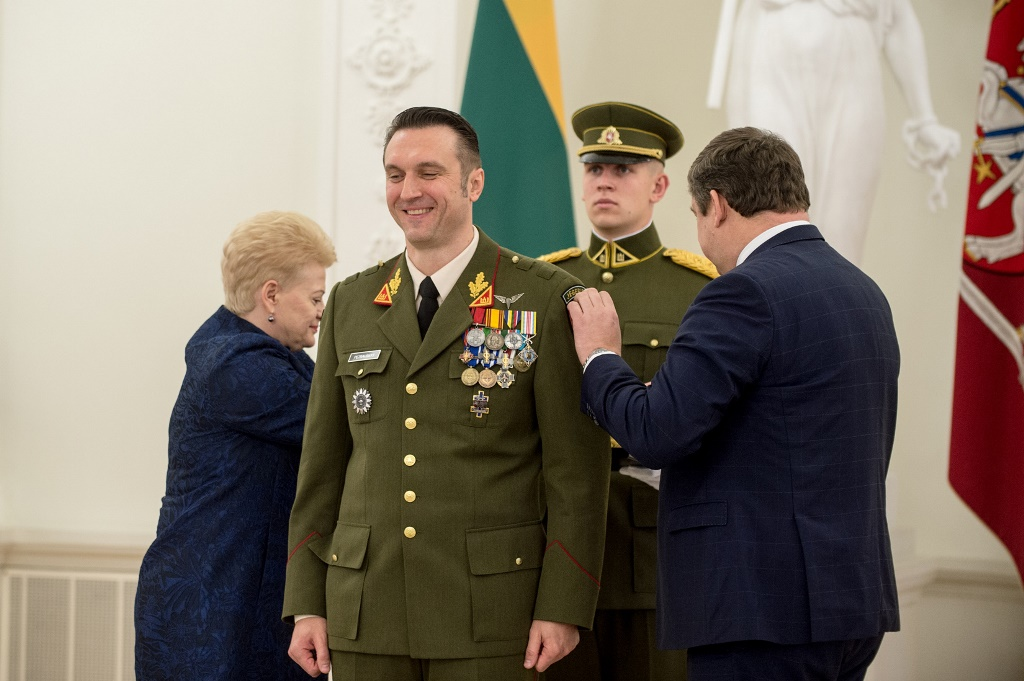
Modestas Petrauskas (2018) bei der Ernennung zum Brigadegeneral

Modestas Petrauskas (* in Vilnius) ist ein litauischer Brigadegeneral und ehemaliger Leiter des Ausbildungskommandos der litauischen Streitkräfte sowie militärischer Vertreter seines Landes bei der NATO / der EU.

## Leben
Modestas Petrauskas wurde in Vilnius, der damaligen Hauptstadt der Litauischen SSR geboren. Er gehörte 1991 zu den Freiwilligen, die  (um die Januarereignisse in Litauen 1991) die Verteidigung des Fernsehturms und Parlamentes übernommen hatten.

### Militärische Laufbahn
Geprägt von diesen Erfahrungen schloss sich Petrauskas 1992 den im Wiederaufbau befindlichen litauischen Streitkräften an und gehörte 1995 zum zweiten Jahrgang, der seinen Offiziersabschluss erhielt. Neben Verwendungen im Inland folgten für ihn in den nächsten Jahren auch Auslandseinsätze in Bosnien und Georgien. Zudem besuchte er das Command and General Staff College und das King’s College London, die er jeweils mit einem Masterabschluss verließ. Unter anderem diente er auch als Berater des litauischen Präsidenten, bis er den Posten des Chefausbilders der litauischen Spezialoperationskräfte (litauisch Specialiųjų operacijų pajėgos) übernahm. Dort wechselte er später auf den Posten des Stabschefs und wurde 2015 schließlich Kommandant des Verbandes.
Am 23. November 2018 wurde er zum Brigadegeneral befördert. Drei Tage später übernahm er die Aufgaben des militärischen Vertreters seines Heimatlandes bei der NATO und der EU. Nachdem er anschließend als Militärattaché in den USA tätig geworden war, kehrte er im August 2023 nach Litauen zurück und übernahm das Kommando über das Ausbildungskommandos der litauischen Streitkräfte. Auf diesem Posten verblieb er zwei Jahre, bis er von Žilvinas Gaubys abgelöst wurde. Petrauskas wechselte im Anschluss auf den Posten eines stellvertretenden Befehlshabers der Streitkräfte.

### Privates
Modestas Petrauskas ist verheiratet und Vater zweier Kinder.